# Конец попсе, танцуют все
«Конец попсе, танцуют все» — седьмой альбом российской группы «Руки Вверх!», выпущенный в ноябре 2002 году.
Члены группы заявили, что на этом альбоме намерены отойти от «попсы» и перейти к более серьёзной поп-музыке. В названии альбома заявляется, что группа «объявляет войну попсе». Прессой эти заявления были встречены с иронией.

## Видео
Альбом сопровождался видео рядом на песни «Уходи» и «Он тебя целует». Клип на песню «Уходи» посвящён памяти участника танцевального коллектива Street Jazz, который погиб перед выходом альбома. Видео на песню «Он тебя целует» было снято позже, в нём участвовал травести-артист Анатолий Евдокимов, преобразившийся по ходу клипа из мужчины в женщину. В программе «Песня года» Сергей Жуков в традиционном коротком комментарии после выступления назвал песню «Он тебя целует» гимном свободной любви.

## Турне
В поддержку альбома было организовано турне, которое проводилось во многих странах СНГ, России и дальнего зарубежья.
Выпуск альбома сопровождался акциями против аудиопиратства.

## Список композиций
| №   | Название                | Длительность |
| --- | ----------------------- | ------------ |
| 1.  | «Стоят подружки»        | 4:46         |
| 2.  | «Он тебя целует»        | 4:03         |
| 3.  | «Танцуют все»           | 3:48         |
| 4.  | «Замужем»               | 4:02         |
| 5.  | «Девушки востока»       | 4:06         |
| 6.  | «Уходи»                 | 3:53         |
| 7.  | «Выпускной»             | 3:49         |
| 8.  | «Нетелефонный разговор» | 3:46         |
| 9.  | «Песенка №5»            | 4:14         |
| 10. | «Половинка любви»       | 4:14         |
| 11. | «Маленькие девочки»     | 4:25         |
| 12. | «Свадьба»               | 4:20         |